# Grande Séolane
Grande Séolane (2909 m n. m.) je hora v Provensalských Alpách. Leží na území Francie v regionu Provence-Alpes-Côte-d'Azur nedaleko hranic s Itálií. Je to druhá nejvyšší hora Provensalských Alp. Na vrchol je možné vystoupit z vesnice Barcelonnette v dolině Valle dell'Ubaye.